# Roger Penrose
Sir Roger Penrose (ur. 8 sierpnia 1931 w Colchesterze) – brytyjski naukowiec: fizyk teoretyk, matematyk, filozof nauki i jej popularyzator, noblista; profesor matematyki na Uniwersytecie Oksfordzkim, członek Towarzystwa Królewskiego w Londynie (ang. Royal Society). Jego specjalności to teoria względności i grawitacji, w tym kwantowanie grawitacji i kosmologia teoretyczna, a także kwantowe fundamenty i geometria.
Wraz ze Stephenem Hawkingiem udowodnił twierdzenie o osobliwościach w ogólnej teorii względności. Laureat Nagrody Nobla w dziedzinie fizyki za 2020 rok – dzięki wykazaniu, że ogólna teoria względności przewiduje powstawanie czarnych dziur. Penrose zdobył połowę tej nagrody; drugą otrzymali Andrea Ghez i Reinhard Genzel.
Penrose zajmował się również filozofią matematyki i filozofią umysłu. Bronił platonizmu matematycznego oraz nieobliczalności ludzkiego rozumowania w sensie Churcha i Turinga. Popularyzował naukę przez książki, publiczne wykłady i wywiady.

## Dorobek naukowy

### Fizyka teoretyczna
Autor twierdzenia o uwięzieniu dotyczącego ruchu po hiperpowierzchni w przestrzeni fazowej. W klasycznej teorii grawitacji sformułował też hipotezę kosmicznego cenzora o nieistnieniu nagich osobliwości czasoprzestrzennych.
Zasłużył się głównie dzięki próbom podejścia do kwantowej grawitacji (jeszcze nieistniejącej w całości teorii) za pomocą teorii twistorów. Jego zdaniem niezbędna jest nowa teoria kwantów, uwzględniająca grawitację, eliminująca trudności interpretacyjne.
Należy do krytyków teorii superstrun, interpretacji Everetta mechaniki kwantowej oraz inflacji kosmicznej.
W 2006 stworzył Konformalną Kosmologię Cykliczną będącą modelem kosmologicznym w ramach ogólnej teorii względności.

### Matematyka

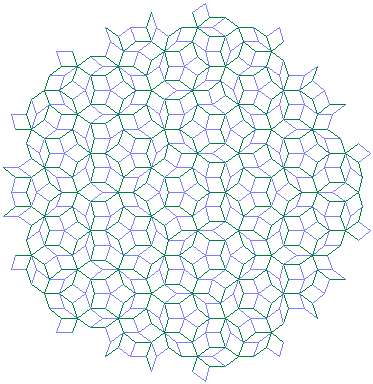
Parkietaż Penrose’a

W matematyce znany jest jego parkietaż (ang. tesselation, tiling), który pokrywa płaszczyznę w sposób nieokresowy za pomocą jedynie dwu rodzajów „kafelków”. Ten sposób podziału płaszczyzny okazał się występować w naturze, w postaci kwazikryształów.

### Filozofia i pogranicze nauki
Autor książek takich jak Nowy umysł cesarza, Cienie umysłu, Makroświat, mikroświat i ludzki umysł. Argumentuje w nich, że z twierdzenia Gödla wynika nieobliczeniowy charakter ludzkiej świadomości, którego można dowieść również bez kodowania. Teoria była krytykowana przez wielu badaczy i jest uważana za błędną. Zdaniem Penrose’a do wyjaśnienia zjawiska świadomości konieczne jest odwołanie się do zjawisk występujących na poziomie kwantowym w mózgu w oparciu o mikrotubule. Wspólnie ze Stuartem Hameroffem opracował kwantową teorię świadomości Orch-OR.

### Popularyzacja
Penrose prowadził wykłady popularnonaukowe m.in. w londyńskim Royal Institution. Występował także w Polsce:
- na Wydziale Fizyki Uniwersytetu Warszawskiego[13],
- w Centrum Nauki Kopernik w Warszawie[14],
- w krakowskim Centrum Kopernika Badań Interdyscyplinarnych[15] przy Uniwersytecie Jagiellońskim[16].

## Zaszczyty

### Nagrody i członkostwa
- 1985: Royal Medal,
- 1988: Nagroda Wolfa w dziedzinie fizyki,
- 1994: członek zagraniczny Polskiej Akademii Nauk,
- 2000: brytyjski Order Zasługi,
- 2008: Medal Copleya,
- 2016: Krzyż Komandorski Orderu Zasługi RP za wybitne osiągnięcia naukowe w dziedzinie fizyki, za rozwijanie polsko-brytyjskiej współpracy naukowej[17][18],
- 2020: Nagroda Nobla w dziedzinie fizyki za odkrycie, że tworzenie się czarnych dziur jest z pewnością przewidywane przez ogólną teorię względności[5].

Penrose to jedna z tylko dwóch osób – obok Lorda Rayleigha – które otrzymały najpierw Medal Copleya, a potem Nagrodę Nobla w dziedzinie fizyki.

### Upamiętnienie
Tytuł jednego z dzieł Penrose’a Droga do rzeczywistości (ang. The Road to Reality) został upamiętniony przez Centrum Nauki Kopernik w Warszawie. W 2015 roku zorganizowano tam cykl wykładów popularnonaukowych „Drogi do rzeczywistości” skupionych na fizyce teoretycznej i matematyce. Jego echem były późniejsze serie:
- „Drogi do życia” (2017, biologia)[20],
- „Drogi do nieskończoności” (2018, znowu głównie fizyka i matematyka)[21].

## Życie prywatne
Jest synem Margaret (Leathes) oraz psychiatry i genetyka: Lionela Penrose’a, oraz bratem fizyka Olivera Penrose’a, genetyczki Shirley Hodgsoni i arcymistrza szachowego Jonathana Penrose’a. Penrose jest agnostykiem.

## Publikacje
Książki
- 1995: Nowy umysł cesarza: o komputerach, umyśle i prawach fizyki, przeł. Piotr Amsterdamski, Warszawa: Wydawnictwo Naukowe PWN, ISBN 83-01-11819-9.
- 1996: Natura czasu i przestrzeni, razem ze Stephenem Hawkingiem Poznań, ISBN 83-7150-126-9.
- 1997: Makroświat, mikroświat i ludzki umysł, tłum. Piotr Amsterdamski, Warszawa: Prószyński i S-ka, ISBN 83-7180-694-9.
- 2000: Cienie umysłu. Poszukiwanie naukowej teorii świadomości, przeł. Piotr Amsterdamski, Zysk i S-ka, Poznań, ISBN 83-7150-526-4.
- 2006: Droga do rzeczywistości. Wyczerpujący przewodnik po prawach rządzących Wszechświatem, przeł. Jerzy Przystawa, Prószyński i S-ka, Warszawa, ISBN 83-7469-179-4.
- 2011: Cykle Czasu. Nowy niezwykły obraz wszechświata, Prószyński i S-ka, Warszawa, ISBN 978-83-7648-764-9.
- 2017: Moda, wiara i fantazja w nowej fizyce Wszechświata, Copernicus Center Press, Kraków, przeł. Łukasz Lamża i Tomasz Miller, ISBN 978-83-7886319-9.

## Prace poświęcone Rogerowi Penrose’owi
- 2014: Wojciech Grygiel, Stephena Hawkinga i Rogera Penrose’a spór o rzeczywistość, Kraków: Copernicus Center Press, ISBN 978-83-7886-106-5.
- 2015: Praca zbiorowa, Road to Reality with Roger Penrose (ang.); James Ladyman, Stuart Presnell, Gordon McCabe, Michał Eckstein, Sebastian J. Szybka; Kraków: Copernicus Center Press, ISBN 978-83-7886169-0.